# 365省道 (广东省)
S365省道（别称：麻阳公路）是一条位于广东的省道，由中山市三乡镇麻斗至阳江市江城区。

## 简介
- 365省道是广东省内的一条省道。
- 365省道由中山至阳江，途经中山市神湾镇、珠海市斗门区、江门市新会区、江门市台山市、阳江市阳东区、阳江市江城区。
- 注:由于365省道与 228国道大量重复，现实际上为 228国道的一部分。